# Interpol (filme)
Interpol é um filme britânico de 1957, do género drama policial, realizado por John Gilling, e protagonizado por Victor Mature, Anita Ekberg e Trevor Howard. Estreou-se no Reino Unido a 2 de abril de 1957.

## Elenco
- Victor Mature como Charles Sturgis
- Anita Ekberg como Gina Broger
- Trevor Howard como Frank McNally
- Bonar Colleano como Amalio
- Dorothy Alison como Helen
- André Morell como Comissário Breckner
- Martin Benson como Capitão Varolli
- Eric Pohlmann como Etienne Fayala
- Peter Illing como Capitão Baris
- Sydney Tafler como Curtis
- Lionel Murton como Murphy
- Danny Green como Homem do bar
- Alec Mango como Salko
- Sid James como Joe
- Marne Maitland como Guido Martinelli
- Harold Kasket como Kalish